# Thüringer Toskana

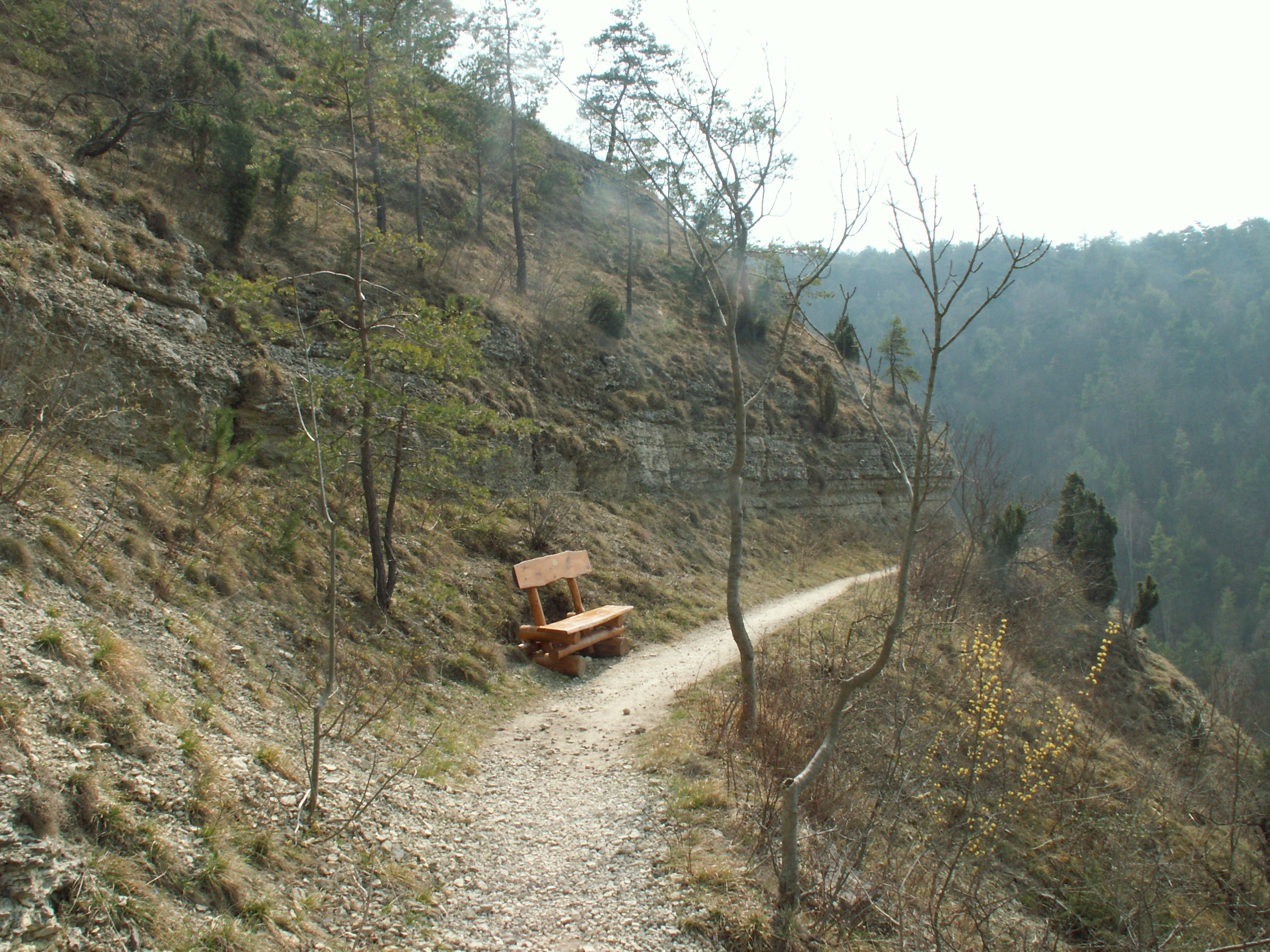
Steppenartige Vegetation erinnert an die Toskana – Hummelsberg in Jena

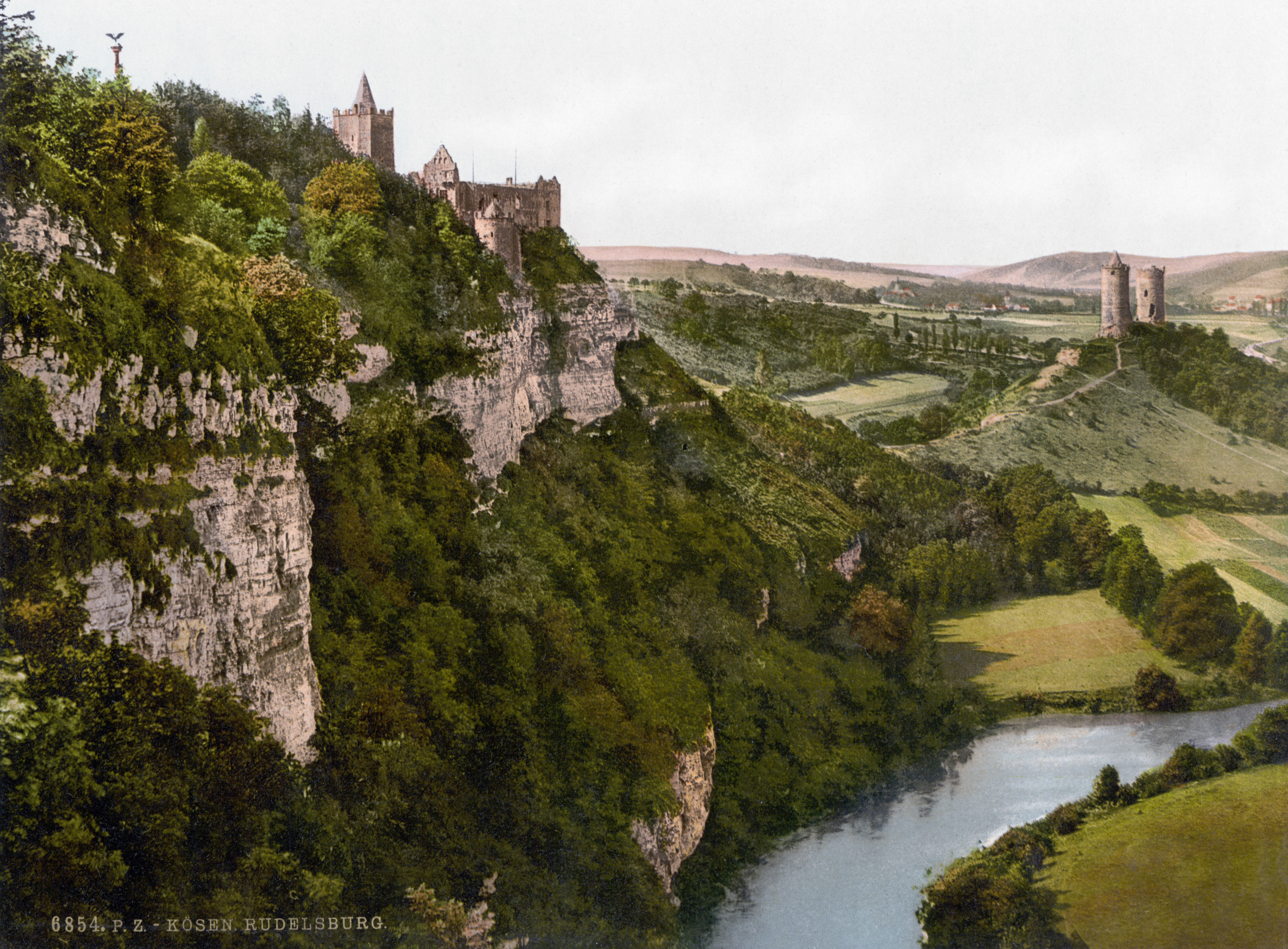
Photochromdruck der Thüringer Toskana um 1900 (vorn die Rudelsburg, hinten Burg Saaleck)

Als Thüringer Toskana oder auch Toskana des Nordens wird eine Region im Nordosten Thüringens und Südwesten Sachsen-Anhalts bezeichnet.
Sie erstreckt sich um die Städte Bad Sulza, Bad Kösen und Camburg zwischen Naumburg (Saale) im Nordosten, Jena im Süden und Weimar im Südwesten. Kennzeichnend für die Landschaft sind die mäandernden Durchbruchstäler von Saale und Ilm durch die hochplateauartigen Randplatten des Thüringer Beckens. Überwiegend bestehen diese dort aus Muschelkalk, der durch seine helle Färbung die südländische Erscheinung dieses Gebietes visuell verstärkt. 
Die Bezeichnung war früher wenig üblich, wird aber seit der deutschen Wiedervereinigung immer häufiger gebraucht, vor allem aus Marketing-Gründen und durch örtliche Tourismusverbände. Die Region hat ein sehr mildes, warmes, trockenes und sonniges Klima, was dort den Weinbau im nördlichsten Weinbaugebiet Deutschlands ermöglicht. Dies und die hügelige Landschaft erinnern an die Toskana in Italien, woher sich der Name der Region ableitet. Johann Wolfgang von Goethe hielt sich auch häufig zu Besuchen in der damals zu Sachsen-Weimar-Eisenach gehörenden Gegend auf. Ebenfalls häufig besuchten die Dichter der „Jenaer Romantik“ um Novalis die Gegend, um sich inspirieren zu lassen.
Der Durchgang im Ilm- und Saaletal durch die Hügelkette, die das Thüringer Becken von der Leipziger Tieflandsbucht trennt, war schon im Mittelalter von strategischer Bedeutung; unter anderem führte hier die Via Regia sowie eine Via Pastorales, die Weinstraße, entlang. Deshalb gibt es in der Region viele Burgen und Burgruinen wie die Burg Saaleck und die Rudelsburg an der Kösener Pforte sowie die Burg Camburg. Auch die Dornburger Schlösser und das Kloster Schulpforta zählen zu den Sehenswürdigkeiten.
Nach der Thüringer Toskana hat sich die Toskana Therme in Bad Sulza benannt. Als erstes Private Public Partnership Modell Thüringens wurde sie von der Stadt Bad Sulza, der Kurgesellschaft Heilbad Bad Sulza und den Betreibern des Klinikzentrums entwickelt und 1999 dem Klinikzentrum Bad Sulza angegliedert. Im Jahr 2000 war die Toskana Therme mit ihrem patentierten Therapieverfahren Liquid Sound ein Weltprojekt der Expo 2000. Auf der Internationalen Tourismusmesse Berlin 2010 wurde die Toskana Therme als erste Therme der Welt mit dem renommierten Nachhaltigkeitslabel „Green Globe“ ausgezeichnet.